# Compilation of Final Fantasy VII
A Compilation of Final Fantasy VII é uma franquia midiática produzida pela Square Enix. É uma subsérie dentro da série Final Fantasy principal formada por uma coleção de jogos eletrônicos, animes e contos baseados ao redor do mundo e continuidade de Final Fantasy VII. A série foi anunciada oficialmente em 2003 com a revelação de Final Fantasy VII: Advent Children, com seus principais produtos sendo três jogos eletrônicos e um filme de longa-metragem. Além disso há produtos relacionados e spin-offs que incluem livros, jogos para celulares e uma original video animation. Advent Children é uma sequência dos eventos de VII e se foca no protagonista Cloud Strife, enquanto Before Crisis: Final Fantasy VII é uma prequela sobre o grupo de operações secretas chamado Turks. Crisis Core: Final Fantasy VII segue a história de Zack Fair, um importante personagem secundário de VII, já Dirge of Cerberus: Final Fantasy VII serve de sequência para Advent Children e acompanha Vincent Valentine, um dos personagens jogáveis originais.
A série foi criada por Tetsuya Nomura e Yoshinori Kitase, respectivamente o desenhista de personagens e o diretor do jogo original. Nomura tornou-se o principal projetista em todos os títulos de Compilation. Outros membros da equipe de VII que retornaram incluem o roteirista Kazushige Nojima, o diretor de arte Yusuke Naora e o compositor Nobuo Uematsu. Os três jogos eletrônicos pertencem a gêneros diferentes, com nenhum sendo um RPG eletrônico tradicional devido a pressões de produção relacionadas ao gênero. Apesar de Advent Children ter sido o primeiro título revelado, ele passou por atrasos durante sua pós-produção e assim o primeiro lançamento de Compilation foi o jogo Before Crisis
De todos os títulos principais, Before Crisis é o único que nunca foi lançado no ocidente por questões de compatibilidade de plataforma e mudanças na equipe. A recepção de Compilation foi mista, com Advent Children sendo elogiado por seus visuais mas crítica por sua natureza confusa. Before Crisis e Crisis Core foram elogiados, porém Dirge of Cerberus teve uma recepção mista para negativa. A apresentação de Compilation como um todo também recebeu críticas mistas. A série acabou servindo de inspiração para a criação da Fabula Nova Crystallis Final Fantasy, uma subsérie similar.

## Títulos

### Jogos
- Before Crisis: Final Fantasy VII é um RPG de ação dividido em 24 episódios, com cada episódio entregue através de um sistema de distribuição baseado em assinaturas mensais.[1][2] Ele entrou em testes beta no início de 2004 e foi lançado para celulares no Japão a partir de 24 de setembro de 2004.[2][3] O título nunca foi lançado no ocidente apesar de planos para que isso ocorresse.[1]
- Dirge of Cerberus: Final Fantasy VII é um jogo de ação possuindo elementos de tiro em terceira e primeira pessoa. Originalmente foi anunciado também um modo multijogador, porém este foi removido da versão ocidental.[4][5] Ele foi lançado em 26 de janeiro de 2006 no Japão, 15 de agosto na América do Norte e 17 de novembro na Europa. A localização recebeu uma reformulação já que os desenvolvedores não estavam satisfeitos com a versão japonesa do jogo.[5] Uma versão internacional, possuindo os melhoramentos realizados para a versão localizada, foi lançada no Japão em 11 de setembro de 2008.[6] Um spin-off móvel que acontece durante os eventos do título, chamado Dirge of Cerberus Lost Episode: Final Fantasy VII, foi lançado na América do Norte em 22 de agosto de 2006 e no Japão em 26 de julho de 2007.[7][8]
- Crisis Core: Final Fantasy VII é um RPG de ação com combates em tempo real, permitindo que o jogador mova-se livremente pelo ambiente, ative habilidades e ataque ou bloqueie avanços inimigos.[9] Ele foi lançado em 13 de setembro de 2007 no Japão, 24 de março de 2008 na América do Norte e 20 de junho na Europa.[10][11]

### Filmes
- Final Fantasy VII: Advent Children, o primeiro título concebido para a Compilation, é um filme de computação gráfica que serve de sequência direta aos eventos de Final Fantasy VII. Ele foi lançado diretamente em vídeo em 14 de setembro de 2005 no Japão, 24 de abril de 2006 na Europa e no dia seguinte na América do Norte.[12][13][14] O filme recebeu uma única exibição especial no cinema em 3 de abril de 2006 em Los Angeles, Estados Unidos.[15] Um corte do diretor chamado Advent Children Complete também foi produzido, contendo retoques gráficos, imagens extras e dublagens regravadas para as versões em inglês e japonês.[16][17] Esta versão era uma exclusiva em Blu-ray e foi lançada no dia 16 de abril de 2009  no Japão, 2 de junho na América do Norte, 27 de junho na Europa e 7 de outubro na Austrália.[18][19] Uma demo jogável de Final Fantasy XIII foi incluída no pacote.[20]
- Last Order: Final Fantasy VII é uma original video animation detalhando a destruição da cidade de Nibelheim, um evento importante da história de VII.[21] O filme foi colocado junto com uma edição limitada de Advent Children chamada de Advent Pieces, lançada em 14 de setembro de 2005 no Japão e 6 de fevereiro do ano seguinte na América do Norte.[13][22] Advent Pieces era limitado a 77.777 cópias. Last Order não está mais disponível para compra.[23]

### Outras mídias
Várias mídias relacionadas foram criadas para Compilation, quase todas sobre Advent Children. Uma série de contos escritos por Kazushige Nojima foram lançados sob o nome On a Way to Smile com o objetivo de promover o lançamento de Advent Children Complete. Essas histórias mais tarde foram reunidas em um único volume lançado em 16 de abril de 2009. Uma adaptação animada de um dos contos, "Case of Denzel", foi incluída em todas as cópias de Advent Children Complete. Nojima também escreveu Final Fantasy VII Lateral Biography: Turks ~The Kids Are Alright~, um romance que se passa pouco antes dos eventos do filme. O livro foi ilustrado por Shou Tojima.
Um jogo de corrida para celulares intitulado Final Fantasy VII G-Bike, baseado em um mini jogo do VII original, foi lançado em 30 de outubro de 2014 no Japão para iOS e Android. Um lançamento ocidental foi planejado. Ele foi desenvolvido pelo estúdio CyberConnect2 como parte de uma planejada subsérie de jogos móveis baseados em mini jogos de VII. Apesar de por natureza estar relacionado ao jogo original e à Compilation, os desenvolvedores confirmaram que o título não era relacionado ou afetado pela própria Compilation. G-Bike foi tirado do ar no final de 2015 sem receber seu lançamento no ocidente devido dificuldades em entregar um serviço contínuo satisfatório.

## Mundo
O mundo de Final Fantasy VII foi descrito como uma ficção científica industrial ou pós-industrial. Ele é chamado de "o Planeta" pelos personagens do jogo, tendo sido retroativamente nomeado como "Gaia" em alguns materiais promocionais da Square Enix e pela equipe de produção. A força vital do planeta é chamada de Corrente da Vida, um fluxo de energia espiritual  que dá vida a tudo no Planeta. Sua forma processada é conhecida como "Mako". Durante VII e suas prequelas, a Corrente da Vida está sendo usada pela megacorporação Shinra como uma fonte de energia. Isso está deixando o planeta perigosamente fraco, ameaçando a existência de tudo e todos.
A narrativa principal de VII se foca em um grupo ecoterrorista conhecido como AVALANCHE e segue seu conflito contra Rufus Shinra, presidente da corporação homônima, e seus subordinados, incluindo o grupo de operações especiais Turks e a SOLDIER, uma força de combate de elite criada por humanos que ingeriram Mako. Eventualmente, todos são ameaçados por Sephiroth, um membro da SOLDIER criado através de experimentações conduzidas pela Shinra e levado à loucura depois de descobrir a verdade sobre suas origens, e também Jenova, uma forma de vida alienígena que procura destruir toda a vida do Planeta. Dentre os personagens principais estão Cloud Strife, um mercenário e ex-membro da SOLDIER; Aerith Gainsborough, uma vendedora de flores e última membra da antiga tribo conhecida como Cetra; Tifa Lockhart, amiga de infância de Cloud e membra da AVALANCHE; e Vincent Valentine, um ex-Turk que ficou imortal através de experimentos da Shinra. Sephiroth lança um feitiço destruidor chamado Meteoro para ferir o Planeta mortalmente. Aerith tenta convocar "Sagrado", um mecanismo de defesa que pode parar Meteoro, porém ela é morta por Sephiroth. O grupo eventualmente consegue derrotar Sephiroth, com a Corrente da Vida reforçando Sagrado e impedindo Meteoro.
Os títulos de Compilation atuam como continuações e expansões da narrativa principal, com eles se focando em diferentes personagens. Advent Children se passa dois anos depois de VII, quando pessoas por todo o Planeta estão sucumbindo à uma doença chamada Geostigma e Cloud, sofrendo pela culpa, é forçado a confrontar Kadaj, Loz e Yazoo, avatares do desejo de Sephiroth. Before Crisis acontece seis anos antes dos eventos do jogo original, seguindo os confrontos entre os Turks e a encarnação original da AVALANCHE. Crisis Core ocorre durante um período temporal similar, porém acompanha o ponto de vista de Zack Fair, um SOLDIER que fica amigo de Cloud e é morto por tropas da Shinra depois de se virar contra a companhia. Dirge of Cerberus se passa um ano depois de Advent Children e se foca nos conflitos de Vincent com a Deepground, um grupo de soldados de elite que planeja reviver uma poderosa arma chamada Ômega. Last Order mostra os eventos da destruição de Nibelheim, onde Jenova estava originalmente guardado e quando Sephiroth descobriu a verdade sobre si mesmo.

## Produção

### Criação

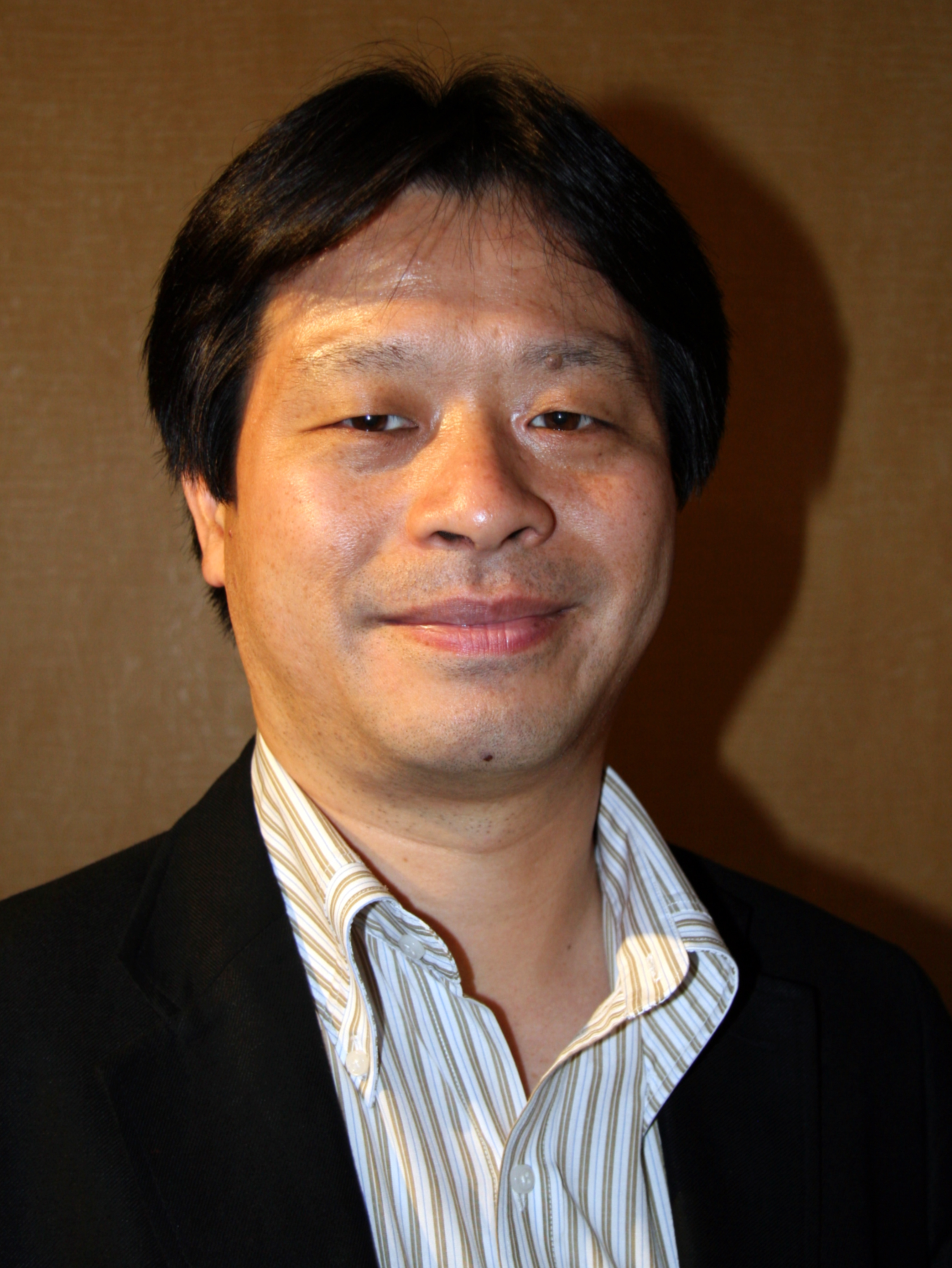
Yoshinori Kitase, diretor de Final Fantasy VII e criador de Compilation.

A Compilation of Final Fantasy VII foi criada por Yoshinori Kitase e Tetsuya Nomura, respectivamente o diretor/co-roteirista e desenhista de personagens principal de Final Fantasy VII. A criação ocorreu durante um momento em que a Square Enix tomava o primeiro passo em direção à "conteúdos polimórficos", uma estratégia de divulgação e venda com o objetivo de levar "propriedades bem conhecidas para diferentes plataformas, permitindo exposição dos produtos a um público mais amplo possível". Kitase explicou que VII foi escolhido para tal projeto porque seu final deixou um número muito maior de oportunidades em aberto para os personagens e mundo do que outros jogos da série Final Fantasy. Havia também grandes benefícios financeiros pela criação de Compilation – depois da reviravolta financeira causada pelo lançamento de Final Fantasy X-2 um mês antes da fusão entre a Square e Enix, o então presidente Yōichi Wada decidiu que a nova empresa deveria abordar os pedidos dos fãs por continuações da história de Final Fantasy VII.
O primeiro título concebido foi Advent Children, originalmente pensado como uma apresentação em curta-metragem criada pela Visual Works, um estúdio de animação da Square Enix responsável pela computação gráfica em seus jogos. Planos de transformar Advent Children em um jogo foram considerados durante as fases iniciais de pré-produção, porém foi decidido que ele continuasse um filme devido a vários fatores como o fato da Visual Works ter pouca experiência no real desenvolvimento de jogos eletrônicos. Uma das principais condições para o lançamento do projeto era a reunião de membros da equipe original de VII: o roteirista Kazushige Nojima, diretor de arte Yusuke Naora e o compositor Nobuo Uematsu. A equipe decidiu pouco depois do começo do desenvolvimento de Advent Children que apenas um título não era o suficiente para expandir o universo de VII. Dessa forma, Before Crisis, Crisis Core e Dirge of Cerberus foram pensados como uma maneira de abraçar mais aspectos do mundo e personagens. Nomura ficou encarregado de supervisionar a criação dos jogos, tendo anteriormente presumido que o filme seria o único produto do projeto.

### Desenvolvimento
Cada título teve um ímpeto diferente que impulsionava sua criação e desenvolvimento: Before Crisis foi pensado por Hajime Tabata quando Nomura lhe pediu para criar um jogo que tivesse os Turks. Dirge of Cerberus foi inspirado pela escolha de arma de Vincent, o amor de Kitase por jogos de tiro em primeira pessoa e o desafio que ele seria para os desenvolvedores. A equipe tinha considerado outros protagonistas de Final Fantasy com armas de fogo para um jogo semelhante antes mesmo da solidificação de Compilation e os lançamentos de Advent Children e Before Crisis. Crisis Core se originou como um simples spin-off de Final Fantasy para o PlayStation Portable, tendo sido decidido torná-lo um título de Compilation depois de conversas com Kitase e Nomura, apesar de originalmente ter sido imaginado como uma recriação de Before Crisis. A criação de Before Crisis após Advent Children começou um sistema de nomeação para a série que eventualmente passou a ser empregado pela equipe como abreviações: "AC" significava Advent Children, "BC" era Before Crisis, "CC" para Crisis Core e "DC" para Dirge of Cerberus. A sequência quase foi interrompida quando o título de Crisis Core foi considerado como Before Crisis Core, porém o "Before" foi logo retirado, coincidentemente criando a sequência.
Before Crisis começou seu desenvolvimento em 2002. A Compilation foi revelada pela primeira vez em 2003 com o anúncio de Advent Children. Nenhum dos jogos eletrônicos na série são RPGs tradicionais como o original. A explicação dada foi que RPGs normais demoravam muito para serem produzidos e precisavam de uma grande equipe. Um das considerações para os desenvolvedores foi que os títulos da série não tivessem um tom tão leve quanto Final Fantasy X-2, que gerou reclamações vindas dos fãs. Entretanto, produzir X-2 fez a equipe se lembrar que eles não precisavam aderir completamente aos RPGs tradicionais sérios, permitindo a criação original de Compilation. Apesar de Advent Children ter sido o primeiro título a entrar em produção, ele enfrentou problemas durante sua pós-produção, fazendo com que o primeiro produto a ser lançado fosse Before Crisis, mesmo tendo sido o segundo a entrar em desenvolvimento. Before Crisis originalmente foi pensado em ser lançado na América do Norte, porém os celulares disponíveis na época não eram capazes de lidar com o jogo. Além disso, o produtor Kosei Ito deixou a Square Enix em 2008 e Tabata seguiu para outros projetos, deixando uma localização pouco provável. O estúdio japonês de animação Madhouse criou um comercial a fim de divulgar Before Crisis. Devido seu sucesso e o sentimento da equipe de que cenas importantes de VII representadas em Advent Children ficaram desnecessariamente desconexas, o estúdio foi escolhido para produzir um filme de animação que eventualmente se tornou Last Order.
Wada afirmou que a Compilation poderia permanecer em atividade até 2017, o vigésimo aniversário de lançamento de VII. A equipe decidiu dar uma pausa com a série depois da finalização de Advent Children Complete, porém afirmaram que ainda possuem várias ideias para títulos futuros. Posteriormente, membros da equipe de VII como Nomura afirmaram que a Compilation sempre teve a intenção de ser formada por apenas três jogos e um filme, encerrando-se definitivamente depois do lançamento de Crisis Core. A razão para não lançar mais nenhum conteúdo eram temores de saturar o mercado.

## Recepção

### Crítica
Comparado ao Final Fantasy VII original, que recebeu aclamação universal e posteriormente a reputação de um jogo cult clássico, os títulos da Compilation frequentemente receberam críticas mistas, enquanto a série como um todo foi criticada por alguns especialistas. A revista Edge afirmou em julho de 2007 que os títulos "poderiam ser de qualidade maior, porém também há uma distorção do original". Alex Donaldson do RPG Site disse que a Compilation estava "muito isolada da mitologia de Final Fantasy VII". Ele criticou Advent Children e Dirge of Cerberus, e reclamou da falta de personagens originais em Before Crisis, achando que Crisis Core era o "primeiro clássico spin-off [de Final Fantasy VII]. Stephen Meyerink do RPGFan disse que os títulos de Compilation antes de Crisis Core tinham "expandido, estendido e revisado [a história] em algo que alguns chamariam de uma bagunça irreconhecível". Escrevendo para a Polygon, Alexa Ray Corriea foi muito crítica, afirmando que apenas alguns títulos de Compilation foram bons e todos apenas serviam para "desvalorizar o original de 1997".
A recepção de Advent Children foi mista para positiva: apesar dos críticos terem elogiado a apresentação, visuais e o apelo aos fãs, todos concordaram que a história e o contexto eram confusos para aqueles que não conheciam a série. Apesar de Last Order ter sido elogiado no ocidente, o filme foi criticado no Japão por alterar retroativamente certos eventos, fazendo com que a equipe recriasse as situações fielmente em Crisis Core. Por Before Crisis nunca ter saído do Japão, ele nunca recebeu muita atenção no ocidente, porém as antecipações foram bem positivas, com muitos elogiando a jogabilidade e os gráficos como impressionantes para um jogo de celulares. As opiniões sobre Dirge of Cerberus foram mistas. Enquanto muitos elogiaram a história e os personagens, especialmente o foco e desenvolvimento de Vincent, críticos foram negativos em relação à história e jogabilidade. A revista japonesa Famitsu fez uma resenha atrasada e muito crítica ao jogo. Crisis Core por sua vez foi elogiado, com muitos gostando da apresentação íntima que a história dava aos seus personagens e a jogabilidade orientada para a ação, apesar de algumas críticas de que seu público alvo era apenas fãs de VII. O críticos que cobriram a Compilation geralmente citam Crisis Core como o melhor título da série.

### Vendas
Vários dos títulos de Compilation venderam bem. Advent Children vendeu um milhão de unidades no Japão, 1,3 milhões na América do Norte e mais cem mil na Europa, chegando ao total de 2,4 milhões de cópias mundialmente apenas em 2006. A versão original já tinha alcançado quatro milhões de vendas em 2009. Advent Children Complete também teve bons números, vendendo cem mil unidades em seu primeiro dia no Japão. Esse filme foi citado como um dos motivos pelo aumento de vendas do PlayStation 3. Before Crisis registrou duzentos mil usuários só em seu dia de lançamento, tornando-se o jogo de celulares mais vendido na época, chegando a 1,6 milhões de acessos até junho de 2006. Dirge of Cerberus vendeu 392 mil cópias durante sua primeira semana, chegando a vender 460 mil na América do Norte e 270 mil na Europa. Crisis Core vendeu 350 mil unidades no Japão em seu dia de lançamento, alcançando 301.600 cópias na América do Norte ao longo de seu primeiro mês. O jogo chegou a vender 3,1 milhões de cópias em todo mundo.

### Legado
O processo de pensado por trás de Compilation posteriormente inspirou a criação da Fabula Nova Crystallis Final Fantasy, uma subsérie de jogos conectada através de uma mitologia em comum, com a equipe usando lições aprendidas com a Compilation durante o processo de produção. Em nível individual, a popularidade de Before Crisis inspiraria a criação de outro título móvel dentro da Fabula Nova Crystallis: ele foi originalmente chamado de Final Fantasy Agito XIII, porém acabaria mudando de plataforma e sendo renomeado para Final Fantasy Type-0. As sequências de batalha mostradas em Advent Children também serviram como inspiração para o diretor Motomu Toriyama na criação o sistema de combate de Final Fantasy XIII.